# George A. Romero
George Andrew Romero (New York, 4 februari 1940 – Toronto, 16 juli 2017) was een Amerikaans filmregisseur die gespecialiseerd was in het maken van horrorfilms. Hij is "de vader van de zombiefilms".
De films van Romero kenmerken zich door een vreemde combinatie van smerig geweld en inktzwarte humor. 
In al zijn films snijdt Romero, op satirische wijze, maatschappelijke onderwerpen aan. Vrijwel altijd bekritiseert hij de rechtse, conservatieve politiek die in Amerika vaak hoogtij viert. Ook hebben Romero's films allemaal een zeer pessimistische en nihilistische levensvisie. 
In visueel opzicht kenmerken Romero's films zich door een sobere, realistische, bijna documentaire-achtige manier van filmen.
Romero is het meest beroemd geworden om zijn zombiefilms. Hij maakte een cyclus van zes films waarin de doden opstaan en zich gaan voeden met de levenden. In alle zes de films wordt een beeld geschetst van een maatschappij die volledig ineenstort. Met zijn zombiefilms heeft Romero een grote bijdrage geleverd aan de filmgeschiedenis; voor het eerst werd horror gecombineerd met 'intelligente' maatschappijkritiek. 
De films waren zo'n groot succes dat er een enorme hoeveelheid imitaties van werden gemaakt; op deze manier groeide de zombiefilm uit tot een subgenre binnen het horrorgenre.
De meeste films van Romero zijn uitgegroeid tot cultklassiekers. Het werk van Romero wordt beschouwd als kunstzinnige horror.

## Biografie
Romero werd geboren op 4 februari 1940 in het stadsdeel The Bronx van New York, de zoon van Anne Romero (Dvorsky) en George M. Romero, een commercieel kunstenaar. Zijn vader kwam uit Spanje, maar was als kind naar Cuba geëmigreerd, en zijn moeder was Litouws.

### Eerste stappen als filmmaker
Al op jonge leeftijd was hij gefascineerd door films en op 12-jarige leeftijd begon hij met een 8mm-camera al amateurfilms te maken. Romero kwam op 16-jarige leeftijd al op de voorpagina's van de lokale kranten te staan toen hij, voor de opnames van een amateuristische sciencefictionfilm, een brandende pop van een flatgebouw gooide. Voorbijgangers dachten dat het een echt persoon was en Romero werd gearresteerd door de politie.
Hij studeerde aan Carnegie-Mellon University in Pittsburgh en richtte vervolgens een eigen bedrijf op dat zich liet inhuren om promotie- en reclamefilms voor bedrijven te maken. Romero's onderneming was een groot succes en na zes jaar werken had hij genoeg geld verdiend om een korte film te maken. Met deze korte film ging hij langs productiemaatschappijen om een uitgebreide versie van diezelfde film te financieren. Een kleine productiemaatschappij zag de korte promofilm en gaf Romero 100 duizend dollar voor een volwaardige speelfilm.

### Grote doorbraak
Romero maakte voor dit geld Night of the Living Dead. De film was een enorm succes en was een ware aardverschuiving in de filmwereld. Voorheen speelden horrorfilms zich in de 19e eeuw af met gotische decors en kostuums. Romero verplaatste de gruwelen naar het hedendaagse Amerika, wat voor de meeste kijkers zeer herkenbaar was. Hij ontdeed de horrorfilm van alle afgezaagde cliché's (volle maan, bliksem, krakende piepende deuren, spinnenwebben, kaarsen enz.) en koos voor hyperrealistische en buitengewoon sobere vormgeving.  De film werd opgenomen op bestaande locaties, met non-acteurs, zonder kunstlicht en met veel 'handheld camerashots'.
Tegelijkertijd doorbrak Romero al bestaande taboes; bloed, ledematen en ingewanden vloeiden rijkelijk. Kinderen aten hun eigen moeders op, de grote held was een zwarte man uit de laagste maatschappelijke klasse en het kwade overwon dit keer het goede. Het interessantste was dat Night of the Living Dead vol zat met dubbele bodems; zo zaten er in de film verwijzingen naar de Vietnamoorlog, het racisme, de rechtse politiek alsook naar de invloed van massamedia. Hoewel Night of the Living Dead beslist niet de eerste zombiefilm was, werd dit werk gezien als de meest invloedrijke. De beelden van een enorme kuddes slenterende zombies groeiden uit tot een icoon van het horrorgenre. Sindsdien zijn veel zombiefilms door Night of the Living Dead beïnvloed. De film werd een mijlpaal in de filmgeschiedenis en een van de succesvolste low-budgetfilms ooit.

### Mindere tijden
Na de grote doorbraak met Night of the Living Dead werden, voor Romero, de deuren naar Hollywood geopend. Romero kon zijn draai echter niet vinden in Hollywood. Hij was bang dat hij te veel getypecast werd als horrorregisseur en daarom legde hij zich op andere genres toe. 
In 1970 maakte hij de romantische komedie There's Always Vanilla, in 1972 de zwarte komedie Season of the Witch (hier leerde hij zijn eerste vrouw kennen; Christine Forrest waar hij twee kinderen bij heeft). In 1974 kwam de sciencefictionthriller The Crazies uit. Geen van deze films was echter een succes. Bovendien had Romero geen enkele artistieke vrijheid bij de opnames: alles stond onder controle van het strenge Hollywoodse studiosysteem.
Romero besloot terug te keren naar Pittsburgh, waar hij als student woonde. Hij richtte zijn eigen studio op, waar hij in volledige onafhankelijkheid films ging regisseren.

### Cultklassiekers
In 1976 maakte Romero zijn tweede cultfilm: Martin. In deze horrorklassieker vernieuwde Romero het vampiergenre. De film gaat over een jongen in de puberteit die bij zijn seksuele ontwikkeling ook vampiristische trekjes ontwikkelt. De jongen heeft bloed nodig om aan zijn seksuele behoeftes te voldoen. Martin was een combinatie van seks en horror, doorspekt met psychologie en katholieke symboliek. De film was tevens een portret van een jongen in de puberteit en een satire op de Amerikaanse jongerencultuur.
Na Martin maakte Romero in 1978 een vervolg op Night of the Living Dead, getiteld Dawn of the Dead. Dit vervolg ging over de ondergang van de aarde door een zombieplaag. De film was nog rauwer en apocalyptischer dan het eerste deel, maar was tegelijkertijd veel humoristischer en gewelddadiger. Dawn of the Dead is in veel opzichten totaal anders dan zijn voorganger: was Night heel suggestief, deze film is juist heel excessief en expliciet. Alles was gefilmd in felle kleuren, het tempo is razendsnel, er zijn wilde camera- en montagetrucs, bloed en ledematen vloeien rijkelijk. De film was grensverleggend op het gebied van geweld en smerigheid.
Dawn of the Dead is volgens critici de beste film van Romero en volgens velen ook een van de beste horrorfilms ooit gemaakt. De film, die meer dan 100 miljoen dollar winst maakte, zorgde voor een enorme hoeveelheid Italiaanse imitatiefilms.
In 1980 maakte Romero een van zijn origineelste en vreemdste films: Knightriders, een poëtische sprookjesachtige film over een motorbende die de door de Verenigde Staten reist en overal ridderspelen organiseert. De film was gebaseerd op de legende van koning Arthur, alleen dan verplaatst naar het hedendaagse Amerika met motors in plaats van paarden. Knightriders werd een cultklassieker, maar sloeg bij het grote publiek niet aan.

### Latere periode en dood
Na het floppen van Knightriders kwam Romero niet echt terug op zijn oude hoogte. Creepshow (1983), een reeks korte films gebaseerd op het werk van Stephen King, werd een bescheiden succes (21 miljoen). In 1987 bracht hij Monkey Shines uit en vijf jaar later The Dark Half.
Wel ondernam Romero een opmerkelijke poging om een vervolg op Dawn of the Dead te maken; in 1985 maakte hij Day of the Dead, een zombiefilm waarin haast de gehele wereld door zombies beheerst wordt.  Deze film had de afsluiting van de zombie-trilogie moeten worden, maar door geldgebrek moest Romero talloze scènes schrappen. De film flopte en Romero was ontevreden.
In 2005 maakte Romero Land of the Dead. Tijdens het maken van die film leerde hij Suzanne Desrocher kennen, met wie hij ging samenwonen in Toronto. Vanaf 2009 had hij ook een Canadees paspoort. Samen hadden ze een dochter.
In 2008 kwam Diary of the Dead uit. Deze film gaat over een groep studenten, die een horrorfilm wil opnemen en dan plotseling met een echte verschijning van een zombie wordt geconfronteerd. Deze werd opgevolgd door deel zes Survival of the Dead in 2009.
In de videogame Call of Duty: Black Ops speelt hij bij de Zombie-Mode een zombie.
In 2012 spreekt hij de stem in van Dr. B.E. Vil voor de game "Zombie Squash". In 2014 kwam de serie Empire of the Dead uit, met zombies en vampieren.
In 2017 was hij bezig met een nieuw project, genaamd Road of the Dead. Romero presenteerde op 13 juli de eerste poster. Drie dagen later overleed hij, 77 jaar oud. In oktober 2017 kreeg hij postuum een ster op de Hollywood Walk of Fame.
- Bibsys: 90782096
- Biblioteca Nacional de España: XX1109518
- Bibliothèque nationale de France: cb120135838 (data)
- Catàleg d'autoritats de noms i títols de Catalunya: 981058597712406706
- CiNii: DA0970386X
- Gemeinsame Normdatei: 122205294
- International Standard Name Identifier: 0000 0001 2136 3861
- Library of Congress Control Number: n78004696
- Nationale Bibliotheek van Letland: 000334892
- MusicBrainz: c315df66-f97b-4047-985d-7f84c6da87f0
- Bibliotheek van het Japanse parlement: 00454582
- Nationale Bibliotheek van Tsjechië: xx0038788
- Nationale bibliotheek van Australië: 36002828
- Nationale Bibliotheek van Israël: 987007339384805171
- Nationale Bibliotheek van Polen: a0000002950073
- Nationale en Universitaire bibliotheek Zagreb: 000608679
- Nederlandse Thesaurus van Auteursnamen: 073205311
- Istituto Centrale per il Catalogo Unico: RAVV094439
- SNAC: w6wd4wbs
- Système universitaire de documentation: 02826424X
- Trove: 1180741
- Virtual International Authority File: 64016615
- WorldCat: E39PBJcBVvvfkjjgPFRQm4jXBP